# محمد تقي الآملي
محمد تقي الآملي (1887 — 1971) كان فقيهًا وفيلسوفًا ومتصوفًا شيعيًا إيرانيًا.[بحاجة لمصدر]

## الحياة المُبكرة
وُلد آية الله الشيخ محمد تقي الآملي (1887–1971) في طهران. والده هو الملا محمد الآملي. وكانوا من أقارب الحكيم ميرزا أبو الحسن جلوه.[بحاجة لمصدر] كان محمد تقي الآملي واحدًا من العلماء الكبار. وكان أيضًا من أبرز طلاب العلامة علي الطباطبائي المعروف بالقاضي. كان يدرس ويؤم مسجد مجد الدولة.

## المعلمون
- علي الطباطبائي
- آغا ضياء الدين أراغي
- محمد حسين نائيني
- أبو الحسن الأصفهاني
- عبد الحسين هزارجاريبي
- رضا نوري مازندراني
- علي نوري
- ميرزا حسن كرمانشاهي
- عبد النبي نوري
- محمد هادي طالقاني

### الطلاب
- عبد الله جوادي أمولي
- محمود طالقاني
- حسن حسن زاده أمولي
- رازي شيرازي [الإنجليزية]
- مهدي محقق
- محمد صادقي طهراني
- محمد إمامي كاشاني
- عبد الجواد فلاتوري
- السيد حسن سعدات مصطفوي
- يحيى عبيدي
- مصطفى مسجد جامع
- محمد تقي شريعتمداري
- رضا أصفهاني

## الأعمال
وقد ألف آية الله الشيخ محمد تقي العديد من الكتب في مواضيع مختلفة كالفلسفة والفقه والكلام. ومنها ما يلي:
- ملاحظات على الفرائض للشيخ الأنصاري، شرح قصائد حكمت السبزواري، شرح عبارة " لا إله إلا الله "
- ملاحظات حول شارهي ماتالي في المنطق
- ملاحظات على شرح الشمسية، وهو كتاب في الصلاة والأحكام الشرعية
- ملاحظات على الأصفر (الحكمة المتعالية في الأصفر العقلية الأربعة للملا صدرا)
- ملاحظات على العتاب والمجموعة القيمة لمصباح الهداية في المجلد 12 كتعليق على أورفاتول فوسقا.[بحاجة لمصدر]

## الوفاة
تُوفي سنة 1971م في طهران ودُفن في ضريح علي الرضا في حديقة رضوان سبزوار (ابن ميرزا موسى ميرزا حسين سبزواري).

## فهرس
- الموسوعة الإسلامية الكبرى، المجلد 2، الناشر: مركز الموسوعة الإسلامية الكبرى، 1367 شمسي.

## روابط خارجية
- "محمدتقی آملی - ویکی فقه". wikifeqh.ir. مؤرشف من الأصل في 2020-12-03. اطلع عليه بتاريخ 2014-05-24.
- "کتابخانه مدرسه فقاهت - فارسی". lib.eshia.ir. مؤرشف من الأصل في 2020-01-14. اطلع عليه بتاريخ 2014-05-24.
- Muhammad Taqi Amoli - Center for the Great Islamic Encyclopedia